# Devadass Ambrose Mariadoss
Devadass Ambrose Mariadoss (* 8. Oktober 1947 in Ammapet, Tamil Nadu; † 26. Mai 2024 in Thanjavur) war ein indischer Geistlicher und römisch-katholischer Bischof von Tanjore.

## Leben
Devadass Ambrose Mariadoss empfing am 5. August 1974 das Sakrament der Priesterweihe für das Bistum Tanjore.
Am 28. Juni 1997 ernannte ihn Papst Johannes Paul II. zum Bischof von Tanjore. Der emeritierte Präfekt der Kongregation für die orientalischen Kirchen, Duraisamy Simon Kardinal Lourdusamy, spendete ihm am 24. September desselben Jahres die Bischofsweihe; Mitkonsekratoren waren der Erzbischof von Pondicherry und Cuddalore, Michael Augustine, und der emeritierte Bischof von Tanjore, Packiam Arokiaswamy. Vom 14. Juli 2018 bis 15. August 2021 war Devadass Ambrose Mariadoss zudem Apostolischer Administrator des vakanten Bistums Tiruchirappalli.
Papst Franziskus nahm am 4. Februar 2023 seinen altersbedingten Rücktritt an. Mariadoss starb im Mai 2024 im Our Lady of Health Hospital in Thanjavur.